# Johanna II. (Burgund)

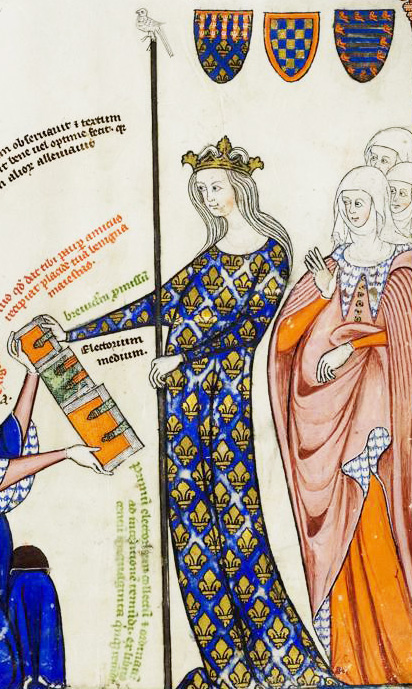
Johanna II. von Burgund

Johanna II. von Burgund (* wohl 1291; † 21. Januar 1330 in Roye) war Herrin von Salins, Pfalzgräfin von Burgund (Franche-Comté) von 1315 bis 1330 und als Johanna I. ab 1329 Gräfin von Artois. Durch ihre Heirat mit Philippe von Poitiers, dem späteren König Philipp V., war sie Gräfin von Poitiers ab 1307 und Königin von Frankreich von 1316 bis 1322 sowie von Navarra.
Sie war die Tochter von Otto IV. Pfalzgraf von Burgund und seiner Ehefrau Mathilde von Artois.

## Leben
Johannas präzises Geburtsdatum ist nicht bekannt, jedoch schloss ihr Vater am 9. Juni 1291 mit König Philipp IV. von Frankreich den Vertrag von Evreux, in dem die vermutlich gerade geborene Johanna – sofern ein männlicher Erbe für die Freigrafschaft ausblieb – dem damals einjährigen Kronprinzen Ludwig, dem späteren Ludwig X. beziehungsweise einem seiner nachfolgenden Brüder versprochen wurde. Im Jahr 1295 willigte der hochverschuldete Otto IV. in den Vertrag von Vincennes ein, der dieses Abkommen bestätigte, einen eventuellen männlichen Nachkommen aber von der Erbfolge ausschloss.
Nachdem Otto IV. den Verwundungen erlegen war, die er sich während des Feldzuges von Flandern im Dienst des Königs zugezogen hatte, wurde im Jahr 1303 Johannas dreijähriger Bruder Robert zum Titulargraf erhoben, während Philipp IV. vorübergehend von der Freigrafschaft Besitz ergriff und in ihrer Hauptstadt Dole eine Münzprägewerkstatt einrichtete.
Da der König seinen Johanna versprochenen ältesten Sohn im Jahr 1305 mit Margarete von Burgund, der Tochter Roberts II., Herzog von Burgund verheiratete, wurde Johanna im Jahr 1307 in Corbeil mit Philipp von Poitiers, dem zweiten Sohn Philipps IV. und der Königin Johanna I. von Navarra vermählt. Ihre Schwester Blanka von Burgund heiratete im Folgejahr Karl von Frankreich, den dritten Sohn des Königs und künftigen Karl IV.
Im Mai 1314 wurde sie als Mitwisserin in die Affäre um den Tour de Nesle verwickelt. Die drei des Ehebruchs verdächtigten Schwiegertöchter Philipps IV. wurden während eines Aufenthaltes des Hofes in Maubuisson verhaftet und Margarete und Blanka im Château Gaillard, Johanna im Bergfried von Dourdan eingekerkert. Johanna beteuerte vor dem Parlement (oberstener Gerichtshof) ihre Unschuld, wurde mangels Beweisen freigesprochen und kehrte gegen Jahresende an den Hof zurück. Zu dem für sie glücklichen Ausgang trugen sowohl der Einfluss ihrer Mutter bei, als auch die Bereitschaft ihres Gattens, ihr zu verzeihen.
Inzwischen war im November 1314 Philipp IV. gestorben, der die Freigrafschaft Burgund bisher verwaltet hatte, ohne deren endgültige Übernahme durch die Krone geregelt zu haben. Im Gegensatz zu seinen Brüdern, die ihre Frauen verstießen, verzieh Philipp seiner Gemahlin, nicht zuletzt, um nicht auf die Freigrafschaft verzichten zu müssen. Denn als kurz darauf der erst 15-jährige Graf Robert unverheiratet und ohne Nachkommen starb, fiel im Jahr 1315 die Freigrafschaft an Johanna.
Im April des gleichen Jahres führte sie ihren Gemahl zum ersten Mal nach Burgund. Das Paar wurde am Grenzort Auxonne von den Herren der Freigrafschaft begrüßt und bis nach Dole begleitet, hielt dort feierlich Einzug und wurde zu einem festlichen Empfang geladen.
Im November 1316 fiel durch den Tod Ludwigs X. und den Tod dessen postum geborenen, nur wenige Tage alten Sohnes Johanns I. die Krone an Johannas Gemahl, an dessen Seite sie am 9. Januar 1317 zusammen mit ihrem Ehemann in der Kathedrale von Reims gekrönt wurde. Jedoch starb Philipp V. bereits am 3. Januar 1322 im Alter von nur 28 Jahren, ohne einen lebenden männlichen Nachkommen zu hinterlassen. Den Thron bestieg nun sein jüngerer Bruder als Karl IV.
Verwitwet regierte Johanna mit Unterstützung ihrer Mutter über die Freigrafschaft Burgund. Sie hielt Hof in Gray – einem der bevorzugten Aufenthaltsorte ihres Vaters, den sie nach einem Großbrand im Jahr 1324 wieder aufbauen ließ – in ihrer Seigneurie Salins, in Quingey südlich von Besançon oder im Hôtel de Nesle in Paris, das sie im Jahr 1319 von ihrem Gemahl geschenkt bekommen hatte. Von ihrer Mutter erbte sie 1329 die Grafschaft Artois.
Johanna II. von Burgund starb im Jahr 1330 im Alter von ungefähr 40 Jahren und wurde in der Basilika Saint-Denis in der Grablege der französischen Könige bestattet.
Per Testament verfügte Johanna den Verkauf der „Tour de Nesle“ und bestimmte den Erlös für das von ihr gleichzeitig in Paris zur Aufnahme von 20 bedürftigen, aus Burgund stammenden Studenten der Logik und der Philosophie gestiftete Collège de Bourgogne (siehe auch: Collège). Dieses wurde im Quartier Latin westlich des bereits im Jahr 1252 eröffneten Collège des Premontrés errichtet und lag in der rue des Cordeliers (heute: rue de l’Ecole de Medecine) dem Franziskanerkloster Couvent des Cordeliers gegenüber, von dem sich der damalige Straßenname ableitete.

## Nachkommen
Johanna und Philipp hatten fünf Kinder:
- Johanna (* 1./2. Mai 1308; † 10./15. August 1347), 1330 Pfalzgräfin von Burgund (Johanna III.) und Gräfin von Artois (Johanna II.), heiratet 18. Juni 1318 Odo IV. (um 1295–1349), Herzog von Burgund
- Margarete (* um 1309; † 9. Mai 1382), 1361 Pfalzgräfin von Burgund und Gräfin von Artois, heiratet 21. Juli 1320 Ludwig II. von Flandern (um 1304–1346), genannt Ludwig von Dampierre oder Ludwig von Nevers, Graf von Nevers und Graf von Flandern
- Isabella (* wohl 1312–1348), heiratet (1) 18. Mai 1322 Guigues VIII., Dauphin von Viennois und (2) vor 1336 Johann III., Herr von Faucogney (Haus Faucogney)
- Blanka (* wohl 1313; † 24. April 1358)
- Ludwig (* 24. Juni 1316; † 24. Februar 1317)

## Belletristik
- Maurice Druon: Der Fluch aus den Flammen. Fischer Taschenbuch Verlag, Frankfurt am Main, 2. Auflage 2008, ISBN 978-3-596-17418-8
- Maurice Druon: Das Gift der Krone. Fischer Taschenbuch Verlag, Frankfurt am Main, November 2007, ISBN 978-3-596-17419-5

- Marie Cristen: Turm der Lügen, Roman (2009)